# Autostrada Śmierci
Autostrada Śmierci (ang. Highway of Death, arab. ‏طريق الموت‎, trans. ṭarīq al-mawt) – określenie na miejsce krwawych walk toczonych w Kuwejcie i Iraku podczas I wojny w Zatoce Perskiej. Nazwa pochodzi od autostrady, wzdłuż której lotnictwo Koalicji bombardowało wycofujące się wojska irackie.
Sceny zniszczeń na Autostradzie Śmierci są jednymi z najbardziej rozpoznawalnych obrazów tej wojny i sugerowano, że były one powodem decyzji prezydenta George’a H.W. Busha o ogłoszeniu zakończenia działań wojennych następnego dnia. Wiele sił irackich z powodzeniem uciekło przez Eufrat, a Agencja Wywiadu Obronnego USA oszacowała, że od 70 000 do 80 000 żołnierzy z pokonanych dywizji w Kuwejcie mogło uciec do Basry, unikając dostania się do niewoli.
Droga została naprawiona po I wojnie w Zatoce Perskiej i użyta przez siły amerykańskie oraz brytyjskie w początkowej fazie inwazji na Irak w 2003 roku.

## Miejsce wydarzeń
Autostrada 80 to sześciopasmowa droga między miastem Kuwejt a Irakiem, nieoficjalnie już po wojnie określana jako Autostrada Śmierci. Biegnie ze stolicy Kuwejtu do przygranicznego miasta Safwan. Jej kontynuacją jest Autostrada 8 na terytorium Iraku biegnąca aż do Basry. Droga była używana przez irackie dywizje pancerne podczas inwazji na Kuwejt w 1990 roku. Pół roku później, podczas kierowanej przez Amerykanów ofensywy Koalicji w I wojnie w Zatoce Perskiej, amerykańskie, kanadyjskie, brytyjskie i francuskie lotnictwo oraz siły lądowe zaatakowały wycofujący się iracki personel wojskowy próbujący opuścić Kuwejt w nocy z 26 na 27 lutego 1991 roku, co spowodowało zniszczenie setek pojazdów i śmierć wielu z ich pasażerów. W sumie 1800–2700 pojazdów zostało trafionych lub porzuconych na Autostradzie 80, z czego 1400 do 2000 na północ od Al-Dżahra.

## Autostrada 80

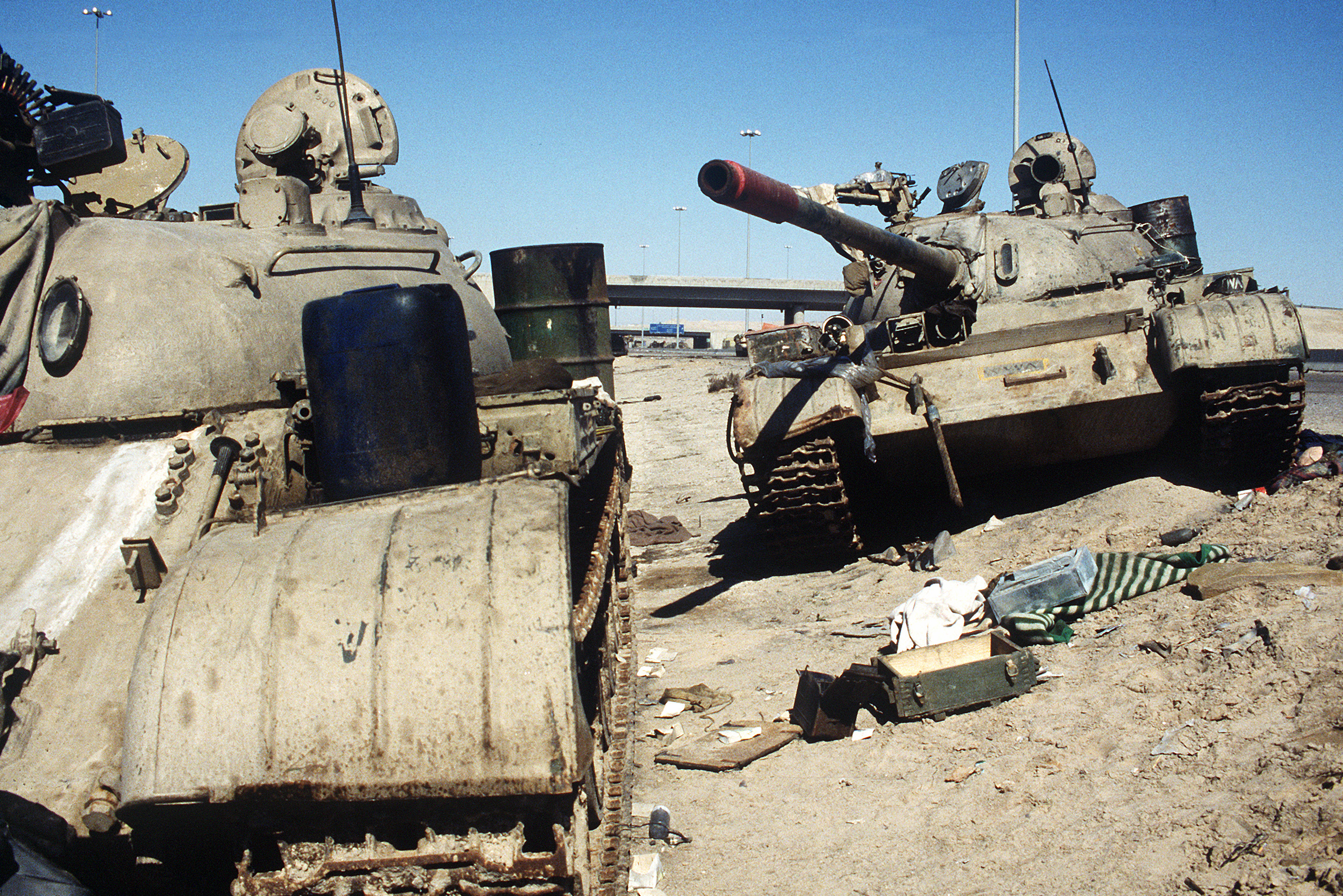
Dwa irackie czołgi T-54/55 porzucone w pobliżu miasta Kuwejt 26 lutego 1991

Atak rozpoczął się, gdy myśliwce szturmowe A-6 Intruder z 3 Skrzydła Lotnictwa Marines Korpusu Piechoty Morskiej Stanów Zjednoczonych zablokowały czoło i ogon kolumny na Autostradzie 80, bombardując potężną kolumnę pojazdów składającą się głównie z sił regularnej armii irackiej za pomocą bomb kasetowych Mk-20 Rockeye II. W ciągu następnych 10 godzin dziesiątki samolotów US Marine Corps i US Air Force oraz pilotów US Navy z lotniskowca USS „Ranger” zaatakowało konwój przy użyciu różnych rodzajów broni. Pojazdy, które przetrwały ataki z powietrza, zostały później zaatakowane przez przybywające siły lądowe Koalicji, podczas gdy większość pojazdów, które zdołały ominąć korek i nadal poruszały się drogą na północ, były atakowane pojedynczo. Wąskie gardło na drodze w pobliżu wzniesienia Al-Mutla zostało zamienione w długą, nieprzerwaną linię ponad 300 zablokowanych i porzuconych pojazdów, czasami nazywaną Milą Śmierci (ang. Mile of Death). Wśród wraków znalezionych na autostradzie było co najmniej 28 czołgów i innych pojazdów opancerzonych oraz  wiele innych zarekwirowanych samochodów cywilnych i autobusów wypełnionych skradzionym mieniem Kuwejtu.
Liczba ofiar śmiertelnych tego ataku pozostaje nieznana. Brytyjski dziennikarz Robert Fisk napisał, że „stracił rachubę irackich zwłok stłoczonych w tlących się wrakach lub leżących twarzą w piasku” w głównym miejscu bombardowania i zobaczył setki zwłok rozrzuconych po drodze aż do irackiej granicy. Amerykański dziennikarz Bob Drogin doniósł, że widział „dziesiątki” martwych żołnierzy „w pojazdach i wokół nich, pokiereszowanych i rozdętych wśród lotnych piasków pustyni”. Badanie przeprowadzone w 2003 roku przez Project on Defence Alternatives wykazało, że w odciętej głównej karawanie jechało mniej niż 10 000 ludzi, a kiedy rozpoczęły się bombardowania, pozostawili oni w większości swoje pojazdy, aby uciec przez pustynię lub na pobliskie bagna, gdzie niektórzy zmarli z ran, a inni zostali później wzięci do niewoli. Według tego badania, często powtarzane niskie szacunki liczby zabitych w ataku (200–300 zgłoszone przez dziennikarza Michaela Kelly’ego, który osobiście policzył 37 ciał) są mało prawdopodobne, a minimalna liczba ofiar śmiertelnych wynosi 500–600.

W 1993 roku „The Washington Post” przeprowadził wywiad z osobą, która przeżyła ataki:

Zniszczone setki samochodów, krzyki żołnierzy. [...] Była noc, gdy bomby spadały, zapalając samochody, [widziałem] ciała na poboczu drogi i żołnierzy rozciągniętych na ziemi, trafionych bombami kasetowymi, gdy próbowali uciec ze swoich pojazdów. Widziałem setki takich żołnierzy, ale moim głównym celem było dotarcie do Basry. Przybyliśmy tam na piechotę

## Autostrada 8

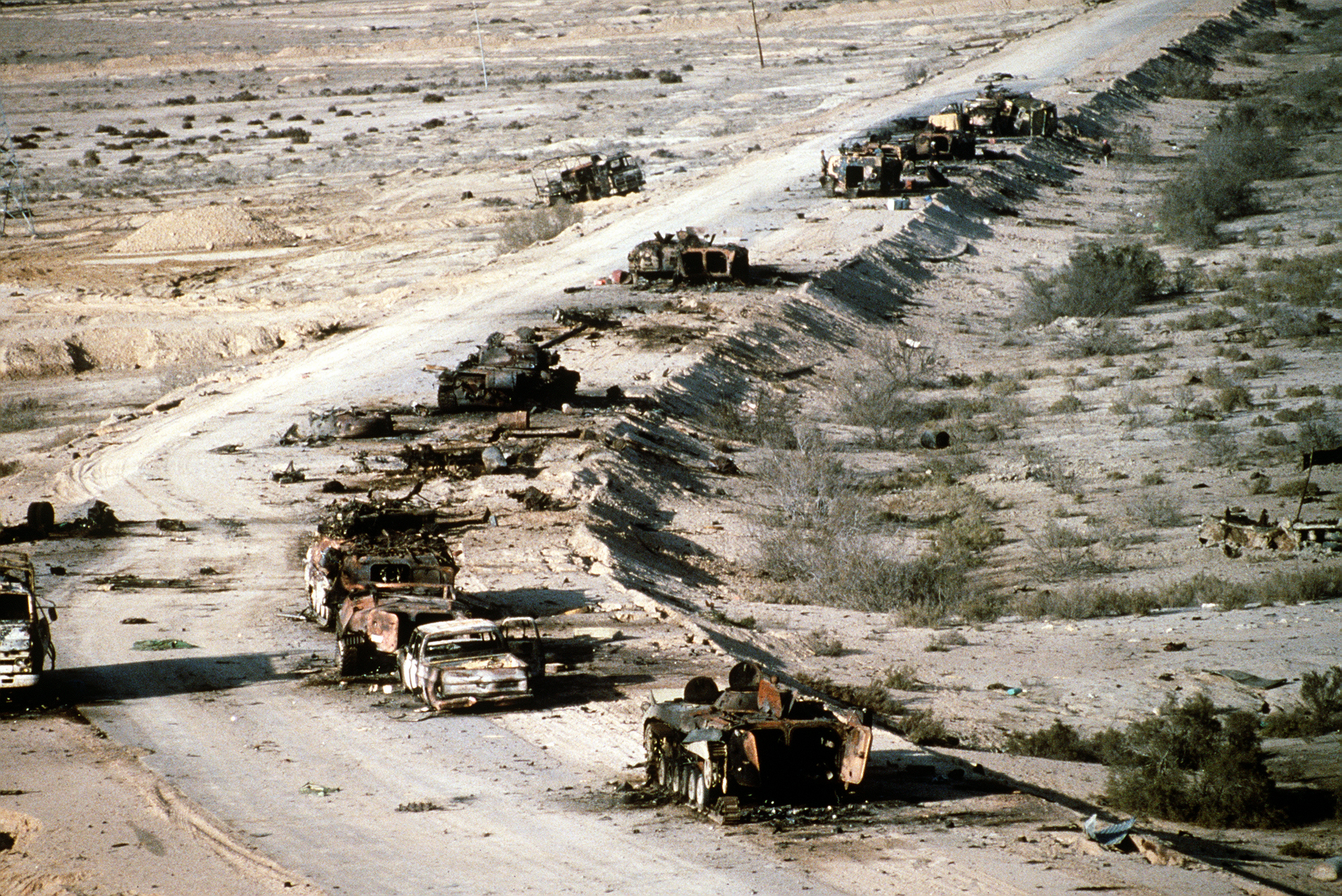
Widok z lotu ptaka na zniszczoną iracką kolumnę składającą się z czołgu T-72, kilku pojazdów opancerzonych BMP-1 i Type 63 oraz ciężarówek na Autostradzie 8 w marcu 1991

Siły irackie, w tym 1 Dywizja Pancerna Hammurabi z elitarnej Gwardii Republikańskiej, próbowały albo przemieścić się, albo uciec w bezpieczne miejsce wzdłuż i w pobliżu Autostrady 8, będącej kontynuacją Autostrady 80 w Iraku. Zostały one zaatakowane na znacznie większym obszarze w mniejszych grupach przez jednostki amerykańskiej artylerii i batalion śmigłowców bojowych AH-64 Apache, operujących pod dowództwem gen. Barry’ego McCaffreya. Setki przeważnie wojskowych irackich pojazdów, zgrupowanych w formacjach obronnych liczących około tuzina pojazdów, były następnie systematycznie niszczone wzdłuż 50-milowego odcinka autostrady i pobliskiej pustyni.
Project on Defence Alternatives oszacowało, że liczba zabitych tam ludzi wyniosła 300–400 lub więcej, co daje prawdopodobną, całkowitą liczbę ofiar śmiertelnych na obu autostradach pomiędzy 800 a 1000. Duża kolumna złożona z resztek Dywizji Hammurabi, która próbowała wycofać się w bezpieczne miejsce w Bagdadzie, została również zaatakowana i zniszczona głęboko na terytorium Iraku przez siły gen. McCaffreya kilka dni później, 2 marca, już po zawieszeniu broni, w kontrowersyjnym starciu znanym jako bitwa pod Rumailą.

## Kontrowersje

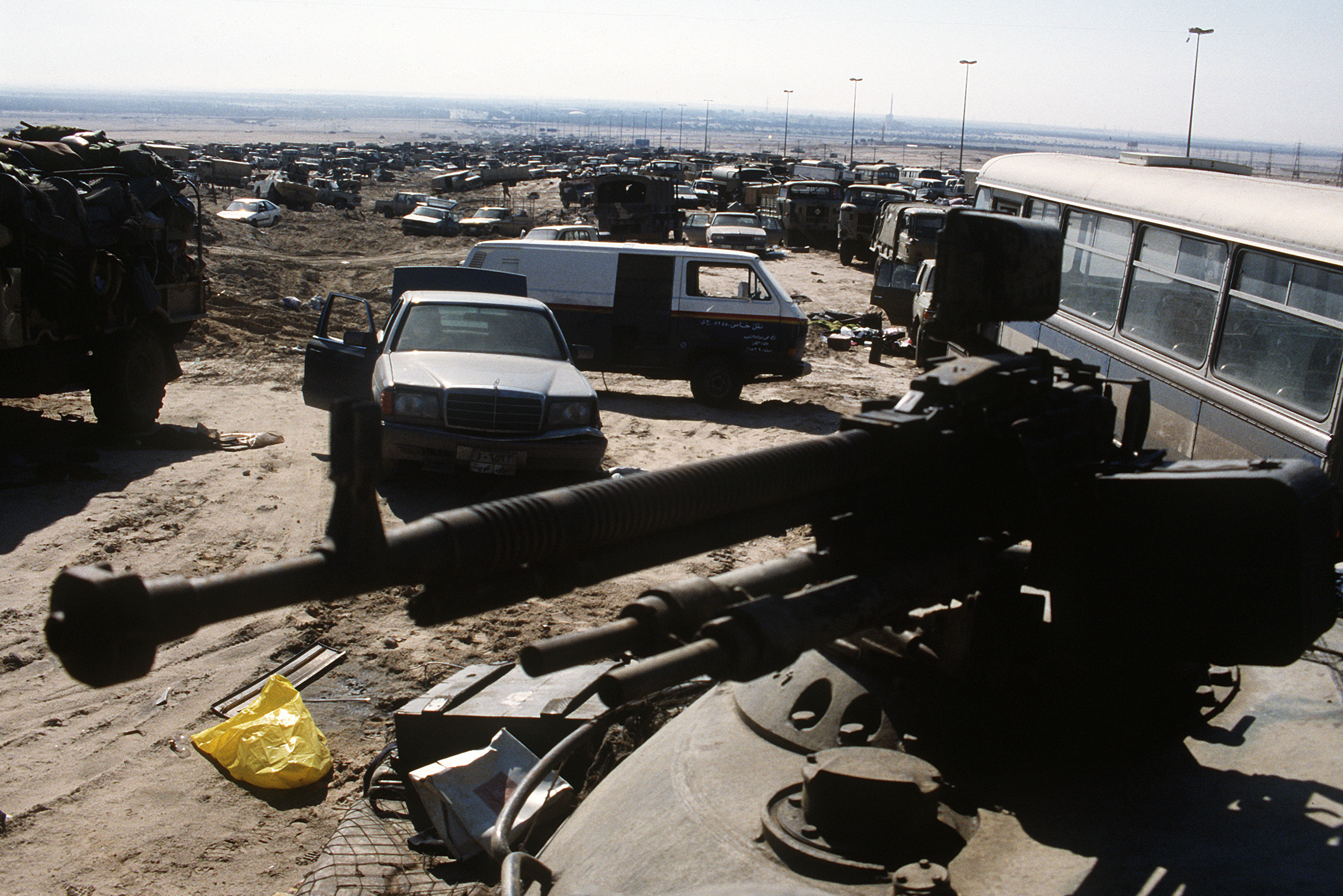
Porzucone pojazdy, w tym cywilny Mercedes-Benz klasy S blokują autostradę Basra-Kuwejt po wycofaniu się sił irackich. Widok z wieżyczki irackiego czołgu, 26 lutego 1991

Ataki na obu autostradach wywołały liczne kontrowersje, a niektórzy komentatorzy argumentowali, że stanowiły one nieproporcjonalne użycie siły, twierdząc, że wojska irackie wycofywały się z Kuwejtu zgodnie z pierwotną rezolucją RB ONZ nr 660 z 2 sierpnia 1990 roku, a kolumna zawierała zakładników z Kuwejtu oraz uchodźców cywilnych. Według doniesień wśród uchodźców znajdowały się kobiety i dzieci, członkowie rodzin pro-irackich, związanych z OWP palestyńskich bojowników i kuwejckich kolaborantów, którzy uciekli na krótko przed tym, jak powracające władze Kuwejtu zmusiły prawie 200 000 ludzi do opuszczenia kraju. Aktywista na rzecz praw człowieka i były prokurator generalny Stanów Zjednoczonych Ramsey Clark argumentował, że te ataki naruszały trzecią konwencję genewską, w szczególności jej Artykuł 3, który zakazuje zabijania żołnierzy, kiedy są „poza walką”. Clark umieścił te zarzuty w swoim raporcie z 1991 roku pt. WAR CRIMES: A Report on United States War Crimes Against Iraq to the Commission of Inquiry for the International War Crimes Tribunal.
Ponadto dziennikarz Seymour Hersh, powołując się na amerykańskich świadków, twierdził, że pluton amerykańskich pojazdów bojowych M2 Bradley z 1 Brygady 24 Dywizji Piechoty otworzył ogień do grupy ponad 350 rozbrojonych irackich żołnierzy, którzy poddali się w prowizorycznym wojskowym punkcie kontrolnym na Autostradzie 8 w dniu 27 lutego, prawdopodobnie trafiając w niektórych lub wszystkich z nich. Personel amerykańskiego wywiadu wojskowego, który obsadzał punkt kontrolny, twierdził, że oni również zostali ostrzelani z tych samych pojazdów i ledwo uciekli samochodem podczas incydentu. Dziennikarka Georgie Anne Geyer skrytykowała artykuł Hersha, mówiąc, że nie przedstawił on „żadnego rzeczywistego dowodu na to, że takie zarzuty – które zostały wysunięte, zbadane, a następnie odrzucone przez wojsko po wojnie – są prawdziwe”.
Zanim amerykańska żandarmeria wojskowa została rozmieszczona w celu ochrony Autostrady 80, miało miejsce masowe plądrowanie irackiej kolumny, w tym sprawnej broni, przez ludność miejscową.

Generał Norman Schwarzkopf stwierdził w 1995 roku: 

Pierwszym powodem, dla którego zbombardowaliśmy autostradę wychodzącą na północ z Kuwejtu, jest to, że na tej autostradzie znajdowało się dużo sprzętu wojskowego, a ja wydałem rozkazy wszystkim moim dowódcom, że chcę każdą sztukę irackiego sprzętu, który moglibyśmy zniszczyć. Po drugie, to nie była grupa niewinnych ludzi, którzy po prostu próbowali przedostać się przez granicę do Iraku. To była banda gwałcicieli, morderców i bandytów, którzy wcześniej zniszczyli i splądrowali centrum Kuwejtu, a teraz próbowali wydostać się z kraju, żeby uniknąć odpowiedzialności

Według Foreign Policy Research Institute „pozory myliły”: 

Powojenne badania wykazały, że większość wraków na drodze do Basry została porzucona przez Irakijczyków przed bombardowaniem, a rzeczywiste straty wroga były niskie. Co więcej, badania opinii publicznej wykazały, że zdjęcia w dużej mierze nie miały wpływu na amerykańskie poparcie dla wojny (arabska i muzułmańska opinia publiczna to oczywiście inna sprawa, o którą Powell mógł słusznie się niepokoić)

Fotoreporter Peter Turnley opublikował zdjęcia masowych pochówków na miejscu ataku. Napisał przy tym: 

Poleciałem z mojego domu w Paryżu do Rijadu, kiedy zaczął się atak lądowy i dotarłem na „milę śmierci” bardzo wcześnie rano w dniu, w którym wojna się skończyła. Niewielu innych dziennikarzy było już tam, kiedy przybyłem na tę niesamowitą scenerię, z rzezią, która była widoczna wszędzie dookoła. Na tym kilometrowym odcinku stały samochody i ciężarówki, których koła wciąż się obracały, a radia nadal grały. Ciała były porozrzucane wzdłuż drogi. Wielu pytało, ile osób zginęło podczas wojny z Irakiem, ale na to pytanie nigdy nie udzielono dobrej odpowiedzi. Pierwszego ranka zobaczyłem i sfotografowałem „pochówki” przygotowane przez amerykańskich wojskowych, które kryły wiele ciał w masowych grobach. Nie przypominam sobie, żebym oglądał w telewizji wiele obrazów przedstawiających te ludzkie konsekwencje ataku. Nie pamiętam też, aby opublikowano wiele zdjęć tych ofiar

Magazyn „Time” skomentował:

[Te] zdjęcia były jednymi z najbardziej oszałamiających, jakie powstały podczas wojny w Zatoce Perskiej: kilometr po kilometrze spalonych, zniszczonych, rozbitych pojazdów wszelkiego rodzaju – czołgów, samochodów opancerzonych, ciężarówek, samochodów osobowych, a nawet skradzionych kuwejckich wozów strażackich – zaśmiecających autostradę z Kuwejtu do Basry. Również dla niektórych Amerykanów zdjęcia te były obrzydliwe. [...] Po wojnie korespondenci znaleźli kilka samochodów i ciężarówek ze spalonymi ciałami, ale także wiele porzuconych pojazdów. Ich pasażerowie uciekli pieszo, a samoloty amerykańskie często do nich nie strzelały

## W kulturze popularnej

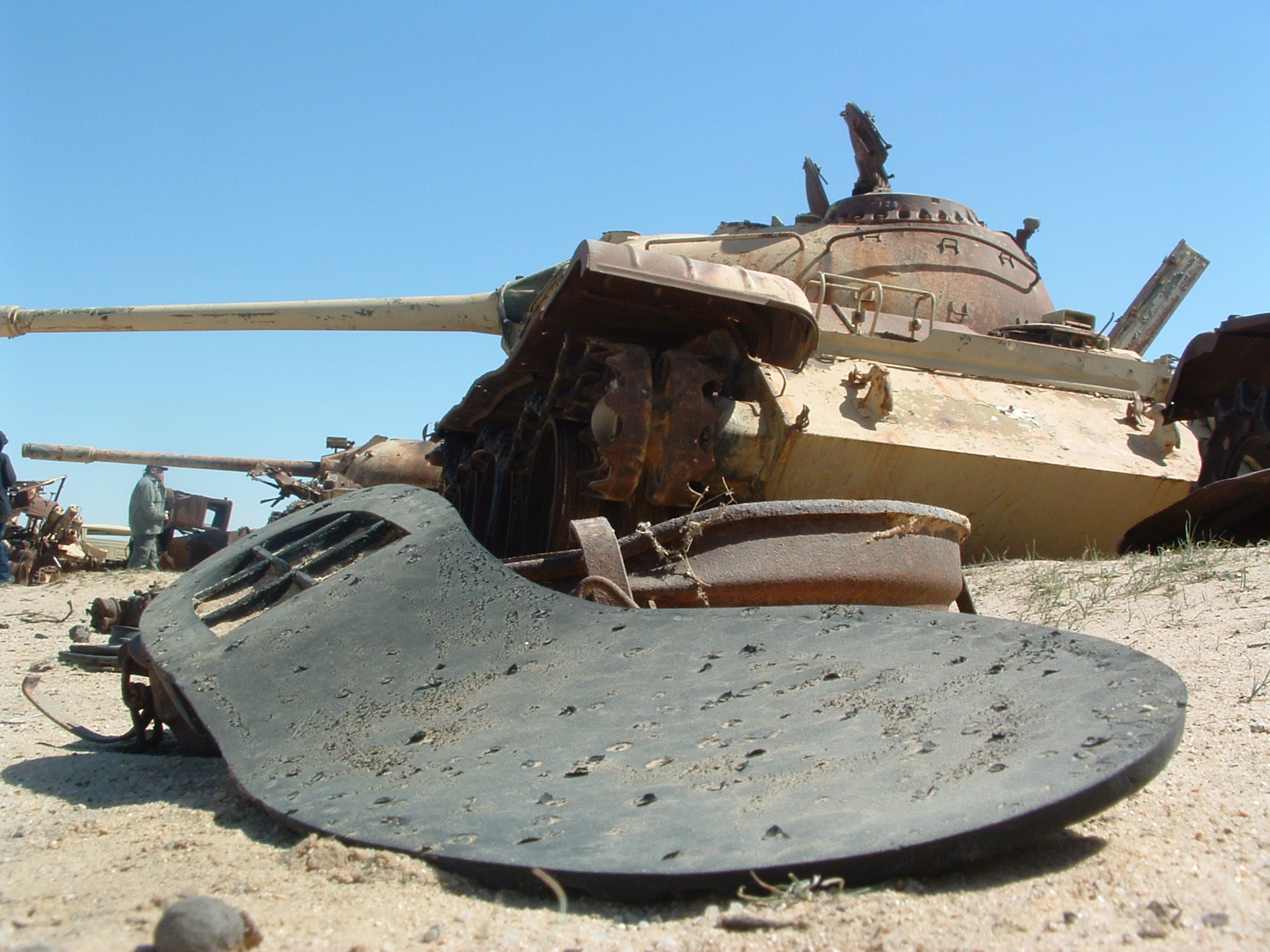
Podeszwa wojskowego buta i zardzewiałe irackie czołgi leżące wciąż wzdłuż Autostrady Śmierci w 2003 roku

- W 1991 roku „The Guardian” zlecił brytyjskiemu antywojennemu poecie Tony’emu Harrisonowi upamiętnienie wojny w Zatoce Perskiej, a w szczególności Autostrady Śmierci[15]. Jego wiersz A Cold Coming zaczynał się od ekfrastycznego przedstawienia zdjęcia wykonanego na Autostradzie 8 przez fotoreportera Kennetha Jarecke;
- Film Jarhead. Żołnierz piechoty morskiej z 2005 roku zawiera scenę, w której grupa amerykańskich marines natrafia na Autostradę Śmierci;
- W grze wideo Tom Clancy's Splinter Cell: Conviction znajduje się retrospekcja, w której czteroosobowy zespół US Navy SEALs wpada w zasadzkę na podobnej autostradzie;
- W grze wideo Battlefield 3 z 2011 roku w misji „Ucieczka z piorunami” gracz podróżuje autostradą i zostaje zaatakowany przez bomby samobójcze w samochodach;
- W grze wideo Call of Duty: Modern Warfare z 2019 roku podobnie zbombardowana droga w fikcyjnym kraju Urzikstan została nazwana Autostradą Śmierci[16]. W tym przypadku atak jest przeprowadzany przez siły rosyjskie, co doprowadziło do oskarżeń przeciwko twórcom gry o rewizjonizm historyczny[17][18].